# فناوری لمسی

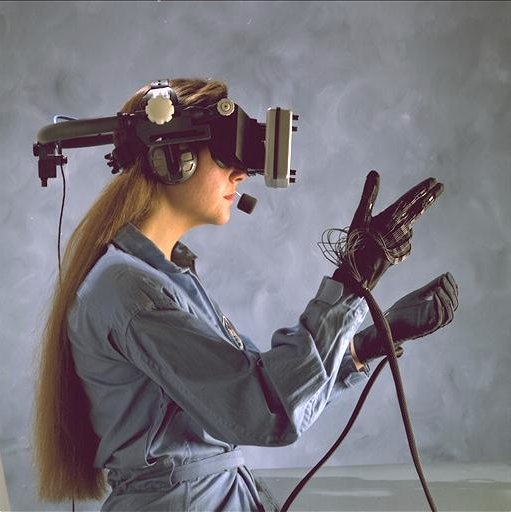
فناوری بَساوشی

فناوری لَمسی یا فناوری بَساوشی (به انگلیسی: Haptic technology) به گونه‌ای از فناوری گفته می‌شود که از راه لمس و توسط حرکت، لرزش یا اِعمال فشار با کاربر تعامل می‌کند.
این فناوری مکانیکی می‌تواند به‌وسیله دادن حس لمس اجسام مجازی به کاربر، به او در کنترل بهتر اجسام مجازی (در رایانه) کمک کند.
از این فناوری امروزه در ساخت فرمان‌های ماشین‌سواری رایانه‌ای استفاده شده و این فرمان‌ها با حرکت‌های لرزشی خود حس جاده و خودرو مجازی را واقعی‌تر می‌کنند.
ضمناً به این فناوری فینگرتاچ نیز گفته می‌شود.